# Megasema candelarum
Megasema candelarum là một loài bướm đêm trong họ Noctuidae.